# Ordnungsisomorphismus
Ein Ordnungsisomorphismus ist ein Begriff aus der Ordnungstheorie, einem Teilbereich der Mathematik. Er ermöglicht das eindeutige Übertragen von Kleiner-gleich-Relationen zwischen Mengen.

## Definition
Sind zwei Halbordnungen {\displaystyle (G,\leq _{G})} und {\displaystyle (H,\leq _{H})} gegeben, so heißt eine Abbildung
{\displaystyle \psi \colon G\rightarrow H}
ein Ordnungsisomorphismus, wenn {\displaystyle \psi } eine bijektive isotone Abbildung ist, deren Umkehrabbildung {\displaystyle \psi ^{-1}} ebenfalls eine isotone Abbildung ist.
Existiert zwischen {\displaystyle G} und {\displaystyle H} ein Ordnungsisomorphismus, so lässt sich die Existenz auch mit {\displaystyle G\cong H} ausdrücken und {\displaystyle G} und {\displaystyle H} werden als ordnungsisomorph bezeichnet. Bildet ein Ordnungsisomorphismus eine Menge auf sich selbst ab, so ist er ein Automorphismus und wird auch Ordnungsautomorphismus genannt.

## Beispiele
- Die identische Abbildung {\displaystyle \operatorname {id} _{G}\colon G\rightarrow G,a\mapsto a} einer jeden Halb- / Totalordnung ist zugleich auch ein Ordnungsautomorphismus.
- Zwischen beschränkten offenen und beschränkten halboffenen oder abgeschlossenen Intervallen lässt sich kein Ordnungsisomorphismus erklären, denn die letzteren haben kleinste und/oder größte Elemente, die ersteren nicht.
- Sei {\displaystyle g} eine Funktion, die von {\displaystyle \mathbb {N} } in die Menge aller Quadratzahlen {\displaystyle Q} abbildet:
{\displaystyle Q=\left\{n^{2}\mid n\in \mathbb {N} \right\}\subset \mathbb {N} }
Die Funktion lautet neu: {\displaystyle g\colon \mathbb {N} \rightarrow Q,x\mapsto x^{2}}
Von dieser neuen Funktion {\displaystyle g} existiert auch eine Umkehrfunktion: {\displaystyle g^{-1}\colon Q\rightarrow \mathbb {N} ,x\mapsto {\sqrt {x}}}
Somit ist {\displaystyle g} bijektiv. Weil {\displaystyle g} bijektiv und isoton ist und weil die Ordnungen {\displaystyle (\mathbb {N} ,\leq )} und {\displaystyle (Q,\leq )} total sind, so ist {\displaystyle g} auch ein Ordnungsisomorphismus.
- Die identische Abbildung {\displaystyle \operatorname {id} _{\mathbb {R} }\colon \mathbb {R} \rightarrow \mathbb {R} ,x\mapsto x} ist eine bijektive antitone Abbildung zwischen {\displaystyle (\mathbb {R} ,\leq )} und {\displaystyle (\mathbb {R} ,\geq )}.
- Die Funktion des additiv inversen Elementes {\displaystyle f\colon M\rightarrow M,x\mapsto -x} ist eine Involution und damit auch eine Bijektion. {\displaystyle f} ist eine antitone Abbildung von {\displaystyle (M,\leq )} in sich selbst und außerdem eine isotone Abbildung von {\displaystyle (M,\leq )} nach {\displaystyle (M,\geq )}. Des Weiteren ist {\displaystyle f} gar ein Ordnungsisomorphismus, da die Ordnungsrelationen Totalordnungen sind und da {\displaystyle f} bijektiv ist. Dies trifft unter anderem zu für die ganzen Zahlen {\displaystyle M=\mathbb {Z} }, die rationalen Zahlen {\displaystyle M=\mathbb {Q} } und für die reellen Zahlen {\displaystyle M=\mathbb {R} } zu.
- Die Komponentenweise-kleiner-oder-gleich-Relation auf beliebigen n-Tupeln {\displaystyle (a_{1},\cdots ,a_{n})\leq ^{n}(b_{1},\cdots ,b_{n}):\Longleftrightarrow \forall i\in [1,n]\cap \mathbb {N} :a_{i}\leq b_{i}} bildet für {\displaystyle n\geq 2} eine echte Halbordnung, die das Totalitätskriterium nicht erfüllt. Die Funktion {\displaystyle \Psi \colon \mathbb {R} ^{2}\rightarrow \mathbb {R} ^{2},(x,y)\mapsto (2x,2y)} ist offensichtlich bijektiv, die Umkehrfunktion lautet {\displaystyle \Psi ^{-1}\colon \mathbb {R} ^{2}\rightarrow \mathbb {R} ^{2},(x,y)\mapsto \left({\frac {x}{2}},{\frac {y}{2}}\right)}. Auf {\displaystyle (\mathbb {R} ^{2},\leq ^{2})} ist außerdem sowohl {\displaystyle \Psi } als auch {\displaystyle \Psi ^{-1}} isoton, was {\displaystyle \Psi } und {\displaystyle \Psi ^{-1}} als Ordnungsisomorphismen – genauer gesagt als einen Ordnungsautomorphismen, denn sowohl die Definitions- als auch die Zielmengen sind {\displaystyle \mathbb {R} ^{2}},  – auszeichnet.

## Komposition
Sei {\displaystyle f\colon U\rightarrow V} ein Ordnungsisomorphismus zwischen {\displaystyle (U,\leq _{U})} und {\displaystyle (V,\leq _{V})} und sei {\displaystyle g\colon V\rightarrow W} ein Ordnungsisomorphismus zwischen {\displaystyle (V,\leq _{V})} und {\displaystyle (W,\leq _{W})}, so ist auch {\displaystyle f\circ g\colon U\rightarrow W} ein Ordnungsisomorphismus und zwar zwischen {\displaystyle (U,\leq _{U})} und {\displaystyle (W,\leq _{W})}. Durch die Eigenschaft – dass es sich um Ordnungsisomorphismen handelt – ist garantiert, dass die Abbildungen bijektiv sind, womit auch die durch Komposition entstandene Funktion bijektiv sein muss. Durch die Bijektivität wird ebenfalls garantiert, dass das Bild von {\displaystyle f} gleich der Zielmenge von {\displaystyle f} ist.

## Eigenschaften
- Es gilt wegen der Bijektivität, dass

{\displaystyle \forall a\in G:a=\psi ^{-1}\left(\psi (a)\right)}
gilt und ebenso:
{\displaystyle \forall a\in H:a=\psi \left(\psi ^{-1}(a)\right)}
- Sind {\displaystyle (G,\leq _{G})} und {\displaystyle (H,\leq _{G})} Totalordnungen und existiert eine isotone Bijektion {\displaystyle \gamma \colon G\rightarrow H}, so ist diese automatisch auch ein Ordnungsisomorphismus, bzw. {\displaystyle \gamma ^{-1}} ist auch isoton.
- Es lässt sich zeigen, dass jede endliche Menge ordnungsisomorph zu der Menge natürlicher Zahlen bis zur Mächtigkeit der Menge ist. Formal:

{\displaystyle \left(M,\leq _{M}\right)\cong \left(\left\{1,\dots ,\left|M\right|\right\},\leq \right)}.